# I Can't Hate You Anymore
«I Can't Hate You Anymore» es una balada que fue lanzada a finales de 2006 por el cantante pop Nick Lachey. Es el segundo sencillo de su segundo álbum, What's Left of Me.

## Vídeo musical
El vídeo para "I Can't Hate You Anymore" fue dirigido por Ray Kay y filmado el 27 de junio de 2006 en una playa en Malibú, California. Esta fecha fue unos días antes del divorcio de Lachey de la cantante-actriz Jessica Simpson, y junto con una atmósfera lluviosa que aparece en el vídeo se le agrega más melancolía a la canción. El vídeo se estrenó en MTV Total Request Live el 26 de julio de 2006, y debutó en TRL Countdown Chart en el número 9 el 27 de julio de 2006.
El vídeo musical utiliza un tema mezclado ligeramente diferente a la versión del álbum. Hay notables diferencias en ésta mezcla en la guitarra y en los ecos vocales durante el segundo verso. Por ejemplo, la letra "you're not the person that you used to be", "used to be" son ecos seguidos de un efecto (no se encuentra en el lanzamiento original del álbum o en el sencillo CD de Reino Unido). Esta versión sólo puede ser encontrada en el vídeo musical.

## Listado
Listado de sencillo en Reino Unido:
1. «I Can't Hate You Anymore»
2. «Did I Ever Tell You» (Bonus Cut)
3. «Because I Told You So» (Bonus Cut)

## Versiones oficiales
- «I Can't Hate You Anymore» (Versión principal) - 3:54

## Posicionamiento
Después de pasar algunas semanas en las listas, el sencillo debutó en el número 87 en Billboard Hot 100. Sin embargo, el sencillo se mantuvo en la lista en posiciones bajas (90-94-99-94). El sencillo fue considerado una decepción comercial y falló comparado con el éxito de "What's Left of Me. Le fue mucho mejor en el Pop 100, llegando al número 43, pero no fue tan exitoso como "What's Left of Me", qué llegó al número 5 en el Pop 100.
| Listas                   | Posición |
| ------------------------ | -------- |
| U.S. Billboard Hot 100   | 87       |
| U.S. Billboard Pop 100   | 43       |
| Australian Singles Chart | 34       |